# آکادمی فوتبال گیومری
آکادمی فوتبال گیومری (ارمنی: Գյումրիի ֆուտբոլի ակադեմիա) مدرسه تمرینی مدرن فوتبال می‌باشد که در دومین شهر بزرگ ارمنستان گیومری در استان شیراک واقع شده‌است.
ساخت و ساز این مجموعه اواخر ۲۰۱۱ توسط فدراسیون فوتبال ارمنستان آغاز شد. این مجموعه رسماً در تاریخ ۱۳ سپتامبر ۲۰۱۴ توسط روبن هایراپتیان رئیس فدراسیون فوتبال ارمنستان و سامول بالاسانیان شهردار گیومری افتتاح شد. در مراسم افتتاح سرژ سرکیسیان رئیس‌جمهور ارمنستان حضور داشت.
این مجموعه مساحتی بالغ بر ۸۰٬۰۰۰ مترمربع را احاطه کرده‌است. این آکادمی قادر است تا به ۱۰۰۰ کارآموزی خدمات‌دهی نماید.